# Prisencolinensinainciusol
Prisencolinensinainciusol [Prizɛnkɔlɪnɛnsɪnɛntʃ ʲ uzəl] es una canción de 1973 compuesta por Adriano Celentano, e interpretada tanto por Celentano como por su esposa en los coros, la cantante, actriz y productora Claudia Mori.
Una presentación muy popular del tema, que se emitió por RAI ese mismo año, mostró a Celentano y como corista a Raffaella Carrà, que hizo del mismo baile y la sincronización de labios con la voz de Mori.
Originalmente fue lanzado como un sencillo el 3 de noviembre de 1972, y más tarde se incluyó en su álbum Nostal Rock (1973) como segunda pista.
Las letras son solo una algarabía, sin ningún sentido real o lógico. A menudo es descrita como "una canción que suena como un inglés americano pero hablado por alguien que no conoce el idioma".
Prisencolinensinainciusol ha disfrutado recientemente de un renacimiento como una incipiente fenómeno de Internet, después de haber sido publicada en la página web Boing Boing en diciembre de 2009 subsecuentemente recogido por la prensa italiana. La página la tituló como una muestra de "Gibberish Rock" ("Rock Galimatías").
El tema fue grabado por lo menos tres veces para la televisión italiana, en programas de gran difusión.
Como lado B, fue incluida la canción “Disc Jockey” que utiliza básicamente la misma pista musical, pero con una letra íntegramente en italiano.

## Análisis

### Letra
"Prisencolinensinainciusol" es especialmente reconocible por el uso de un lenguaje inventado, similar a una especie de inglés retorcido, en donde una de las pocas palabras reconocibles es el frecuente ol rait (similar a escuchar all right).
Se considera una canción escrita en lengua extraña "celentanesca", cantada con versos hablados y laberínticos en pseudo-inglés. Este uso del lenguaje, donde el hablante no conoce la lengua, se llama glosolalia.
Celentano mencionó en una entrevista que las disparatada letra (nonsense) fue basada en una especie de base rítmica de loop creadas por él,  mientras estaba en el estudio de grabación para trabajar en el tema "Disk Jockey", que finalmente fue el lado B.
A pesar de ello, muchos trataron de encontrar una traducción literal o un significado en el sentido de la pista, llegando incluso a pensarse que era un montón de idiomas diferentes, algo que divirtió mucho a su autor.
Celentano habló de ella como "la rebelión de las convenciones. Incluso musicales".

### Origen de la canción
Adriano explicó que la canción es acerca de "incomunicabilidad" porque los habitantes de los tiempos modernos no son capaces de comunicarse más entre sí. Agregó que la única palabra que necesitamos es prisencolinensinainciusol, que se supone que significa "amor universal".
Según expresó: "Esta canción se canta en un nuevo lenguaje que nadie entiende, tendrá un solo sentido: el amor universal".
Sin embargo, aparentemente la verdadera razón de Celentano para grabar la pieza fue que, después de lanzar álbumes sobre ecología y temas sociales, quería escribir algo radicalmente distinto. "Acababa de grabar un álbum de canciones que querían decir algo, y quería hacer algo que no significaba nada".

La afición de su autor por el humor absurdo también se puede encontrar en muchas de sus películas.

## Recepción
El tema conquistó un récord mundial: la canción, de hecho (considerado por Celentano como el primer rap italiano, la semilla del rap, como ha definido la canción en un remake de 1994), entró en las listas en los Estados Unidos (Nº 70 en Billboard) antes que en Italia, aspecto más que singular para un cantante italiano.
A pesar del éxito que tuvo el tema en Estados Unidos, Francia, Bélgica, Holanda y Alemania, la canción no entró en listados italianos para 1972.
Solo dos años después, en, 1974 Prisencolinensinainciusol otra vez fue "lanzado" por Celentano en dos programas televisivos italianos de  éxito: Formula Due (Fórmula Dos) -en la que Celentano bajo la apariencia de un profesor, canta la canción a sus alumnas-, y en Milleluci, donde la  interpretó junto a Raffaella Carra.
El sencillo entró en las listas en este momento, y logró escalar hasta la quinta posición de discos  más vendidos, resultando al final del decimocuarto single más vendido en Italia.
En diciembre de 2009 el bloguero de EE. UU. Cory Doctorow habló en su famoso blog de música Boing Boing de la pieza, ante lo que consideró "Símbolo del encanto del argot del habla inglesa”, y promovió el interés de sus lectores. Los comentarios en los blogs de EE. UU. fueron diversos al traer el tema, casi cuarenta años después de su publicación, a una nueva ola de popularidad, y llegaron a llamarlo como el primer rap de la historia. El mismo Celentano ha confirmado esta hipótesis. La banda italiana Articolo 31, sin embargo, dijo que no están de acuerdo.

## Otras versiones
En 1995 los hermanos Visnadi (en ese entonces compositores y productores de música house) remezclaron la canción y dejaron  algunas otras versiones, una de ellas (que reflejan el espíritu y la estructura de la original, pero el ritmo inyecta nueva energía y sonido) y se incluyó en la colección de tres discos "Únicamente Celentano" (2006).
Prisencolinensinainciusol  fue reinterpretada en esta nueva versión en un episodio del programa Francamente me ne infischio de Rai 3 en 2006, junto a los cantantes Manu Chao y Piero Pelù. 
En 2017 el DJ y productor milanés Benny Benassi remezcla la canción.
En el Fesitval de la Canción de San Remo 2021, la cantante italiana  Madame hizo un cover de Prisencolinensinainciusol en la tercera noche del programa. 

## Misceláneas
- La pista presenta una cierta similitud con "Stop Bajon" (1984, rap de Tullio De Piscopo) especialmente debido a su semejanza en la sección de ritmo, que se mantiene (de igual forma) invariable y lineal a lo largo de toda la canción. Es probable que su autor, Pino Daniele, se inspirara en la vieja composición de Celentano para su tema.

- La canción ha sido incluida en el álbum recopilatorio de baile lanzado en 2008, "Poplife Presents: Poplife Sucks".[12]